# Pape Souaré
Pape N'Diaye Souaré (Mbao, 6 giugno 1990) è un calciatore senegalese, difensore dell'Ebbsfleet Utd.

## Carriera

### Club

#### Lille e prestito allo Stade Reims
Inizia la sua carriera calcistica nelle giovanili del Lille, per poi entrar a far parte in prima squadra nel 2011. Il 19 agosto 2012 viene ceduto in prestito al Reims.

#### Ritorno al Lille
Dopo la stagione in prestito, torna al Lille per disputare la stagione 2013-2014. Il suo primo gol in francia arriva il 5 ottobre 2013, nella partita vinta 3-0 contro l'Ajaccio. Nella giornata successiva segna il gol partita che vale la vittoria per 1-0 sul campo del Montpellier. Va ancora a segno ed anche stavolta è decisivo nella vittoria per 1-0 in casa contro il Tolosa. Conclude la stagione con 36 presenze complessive e 3 gol.
Nella stagione 2014-2015 fa il suo esordio nella massima competizione europea, la Champions League, nella partita d'andata Grasshopper-Lille, vinta dalla sua squadra per 2-0 valida per il terzo turno preliminare.

#### In Inghilterra
Nel corso del mercato invernale passa al Crystal Palace ad inizio febbraio 2015: trova subito un posto da titolare, ma dopo una stagione e mezzo, un incidente stradale gli procura un grave infortunio che lo relega ai margini della rosa.

## Statistiche

### Presenze e reti nei club
Statistiche aggiornate al 30 settembre 2014.
| Stagione              | Squadra               | Campionato            | Campionato | Campionato | Coppe nazionali | Coppe nazionali | Coppe nazionali | Coppe continentali | Coppe continentali | Coppe continentali | Altre coppe | Altre coppe | Altre coppe | Totale | Totale |
| Stagione              | Squadra               | Comp                  | Pres       | Reti       | Comp            | Pres            | Reti            | Comp               | Pres               | Reti               | Comp        | Pres        | Reti        | Pres   | Reti   |
| --------------------- | --------------------- | --------------------- | ---------- | ---------- | --------------- | --------------- | --------------- | ------------------ | ------------------ | ------------------ | ----------- | ----------- | ----------- | ------ | ------ |
| 2009-2010             | Lilla                 | L1                    | 0          | 0          | CF+CdL          | 1+0             | 0+0             | UEL                | 0                  | 0                  |             |             |             | 1      | 0      |
| 2010-2011             | Lilla                 | L1                    | 4          | 0          | CF+CdL          | 0+0             | 0+0             | UEL                | 1                  | 0                  | -           | -           | -           | 5      | 0      |
| 2011-2012             | Lilla                 | L1                    | 7          | 0          | CF+CdL          | 0+1             | 0+0             | UCL                | 0                  | 0                  | SF          | 0           | 0           | 8      | 0      |
| 2012-2013             | Stade Reims           | L1                    | 23         | 0          | CF+CdL          | 0+1             | 0+0             | -                  | -                  | -                  | -           | -           | -           | 24     | 0      |
| 2013-2014             | Lilla                 | L1                    | 33         | 3          | CF+CdL          | 2+1             | 0+0             | -                  | -                  | -                  | -           | -           | -           | 36     | 3      |
| 2014-gen.2015         | Lilla                 | L1                    | 12         | 0          | CF+CdL          | 0+0             | 1+0             | UCL+UEL            | 4+5                | 0+0                | -           | -           | -           | 22     | 0      |
| Totale Lilla          | Totale Lilla          | Totale Lilla          | 56         | 3          |                 | 6               | 0               |                    | 10                 | 0                  |             | 0           | 0           | 72     | 3      |
| feb.-giu. 2015        | Crystal Palace        | PL                    | 9          | 0          | CI+CdL          | 1+0             | 0+0             | -                  | -                  | -                  | -           | -           | -           | 10     | 0      |
| 2015-2016             | Crystal Palace        | PL                    | 34         | 0          | CI+CdL          | 5+2             | 0+0             | -                  | -                  | -                  | -           | -           | -           | 41     | 0      |
| 2016-2017             | Crystal Palace        | PL                    | 3          | 0          | CI+CdL          | 0+1             | 0+0             | -                  | -                  | -                  | -           | -           | -           | 4      | 0      |
| 2017-2018             | Crystal Palace        | PL                    | 1          | 0          | CI+CdL          | 1+2             | 0+0             | -                  | -                  | -                  | -           | -           | -           | 4      | 0      |
| 2018-2019             | Crystal Palace        | PL                    | 1          | 0          | CI+CdL          | 0+1             | 0+0             | -                  | -                  | -                  | -           | -           | -           | 2      | 0      |
| Totale Crystal Palace | Totale Crystal Palace | Totale Crystal Palace | 48         | 0          |                 | 13              | 0               |                    | 0                  | 0                  |             | 0           | 0           | 61     | 0      |
| Totale carriera       | Totale carriera       | Totale carriera       | 110        | 3          |                 | 20              | 0               |                    | 10                 | 0                  |             | 0           | 0           | 150    | 3      |

### Cronologia presenze e reti in nazionale
| Cronologia completa delle presenze e delle reti in nazionale ― Senegal | Cronologia completa delle presenze e delle reti in nazionale ― Senegal | Cronologia completa delle presenze e delle reti in nazionale ― Senegal | Cronologia completa delle presenze e delle reti in nazionale ― Senegal | Cronologia completa delle presenze e delle reti in nazionale ― Senegal | Cronologia completa delle presenze e delle reti in nazionale ― Senegal | Cronologia completa delle presenze e delle reti in nazionale ― Senegal | Cronologia completa delle presenze e delle reti in nazionale ― Senegal |
| Data                                                                   | Città                                                                  | In casa                                                                | Risultato                                                              | Ospiti                                                                 | Competizione                                                           | Reti                                                                   | Note                                                                   |
| ---------------------------------------------------------------------- | ---------------------------------------------------------------------- | ---------------------------------------------------------------------- | ---------------------------------------------------------------------- | ---------------------------------------------------------------------- | ---------------------------------------------------------------------- | ---------------------------------------------------------------------- | ---------------------------------------------------------------------- |
| 29-2-2012                                                              | Durban                                                                 | Sudafrica                                                              | 0 – 0                                                                  | Senegal                                                                | Amichevole                                                             | -                                                                      |                                                                        |
| 13-10-2012                                                             | Dakar                                                                  | Senegal                                                                | 0 – 2                                                                  | Costa d'Avorio                                                         | Qual. Coppa d'Africa 2013                                              | -                                                                      |                                                                        |
| 16-6-2013                                                              | Monrovia                                                               | Liberia                                                                | 0 – 2                                                                  | Senegal                                                                | Qual. Mondiali 2014                                                    | -                                                                      | 52’                                                                    |
| 14-8-2013                                                              | Saint-Leu-la-Forêt                                                     | Zambia                                                                 | 1 – 1                                                                  | Senegal                                                                | Amichevole                                                             | -                                                                      | 46’                                                                    |
| 7-9-2013                                                               | Dakar                                                                  | Senegal                                                                | 1 – 0                                                                  | Uganda                                                                 | Qual. Mondiali 2014                                                    | -                                                                      |                                                                        |
| 12-10-2013                                                             | Abidjan                                                                | Costa d'Avorio                                                         | 3 – 1                                                                  | Senegal                                                                | Qual. Mondiali 2014                                                    | -                                                                      |                                                                        |
| 16-11-2013                                                             | Casablanca                                                             | Senegal                                                                | 1 – 1                                                                  | Costa d'Avorio                                                         | Qual. Mondiali 2014                                                    | -                                                                      | 90+2’                                                                  |
| 5-3-2014                                                               | Saint-Leu-la-Forêt                                                     | Senegal                                                                | 1 – 1                                                                  | Mali                                                                   | Amichevole                                                             | -                                                                      | 46’                                                                    |
| 25-5-2014                                                              | Carouge                                                                | Senegal                                                                | 3 – 1                                                                  | Kosovo                                                                 | Amichevole                                                             | -                                                                      |                                                                        |
| 5-9-2014                                                               | Dakar                                                                  | Senegal                                                                | 2 – 0                                                                  | Egitto                                                                 | Qual. Coppa d'Africa 2015                                              | -                                                                      |                                                                        |
| 10-9-2014                                                              | Gaborone                                                               | Botswana                                                               | 0 – 2                                                                  | Senegal                                                                | Qual. Coppa d'Africa 2015                                              | -                                                                      |                                                                        |
| 19-11-2014                                                             | Dakar                                                                  | Senegal                                                                | 3 – 0                                                                  | Botswana                                                               | Qual. Coppa d'Africa 2015                                              | -                                                                      |                                                                        |
| 9-1-2015                                                               | Casablanca                                                             | Senegal                                                                | 1 – 0                                                                  | Gabon                                                                  | Amichevole                                                             | -                                                                      | 46’                                                                    |
| 13-1-2015                                                              | Casablanca                                                             | Senegal                                                                | 5 – 2                                                                  | Guinea                                                                 | Amichevole                                                             | -                                                                      | 46’                                                                    |
| 19-1-2015                                                              | Mongomo                                                                | Ghana                                                                  | 1 – 2                                                                  | Senegal                                                                | Coppa d'Africa 2015 - 1º turno                                         | -                                                                      |                                                                        |
| 27-1-2015                                                              | Malabo                                                                 | Senegal                                                                | 0 – 2                                                                  | Algeria                                                                | Coppa d'Africa 2015 - 1º turno                                         | -                                                                      | 29’                                                                    |
| 28-3-2015                                                              | Le Havre                                                               | Senegal                                                                | 2 – 1                                                                  | Ghana                                                                  | Amichevole                                                             | -                                                                      | 89’                                                                    |
| 13-6-2015                                                              | Dakar                                                                  | Senegal                                                                | 3 – 1                                                                  | Burundi                                                                | Qual. Coppa d'Africa 2017                                              | -                                                                      | 90+3’                                                                  |
| 5-9-2015                                                               | Windhoek                                                               | Namibia                                                                | 0 – 2                                                                  | Senegal                                                                | Qual. Coppa d'Africa 2017                                              | -                                                                      |                                                                        |
| 8-9-2015                                                               | Johannesburg                                                           | Sudafrica                                                              | 1 – 0                                                                  | Senegal                                                                | Amichevole                                                             | -                                                                      | 46’                                                                    |
| 13-10-2015                                                             | Algeri                                                                 | Algeria                                                                | 1 – 0                                                                  | Senegal                                                                | Amichevole                                                             | -                                                                      |                                                                        |
| 26-3-2016                                                              | Dakar                                                                  | Senegal                                                                | 2 – 0                                                                  | Niger                                                                  | Qual. Coppa d'Africa 2017                                              | -                                                                      | 85’                                                                    |
| 29-3-2016                                                              | Niamey                                                                 | Niger                                                                  | 1 – 2                                                                  | Senegal                                                                | Qual. Coppa d'Africa 2017                                              | 1                                                                      |                                                                        |
| 28-5-2016                                                              | Kigali                                                                 | Ruanda                                                                 | 0 – 2                                                                  | Senegal                                                                | Amichevole                                                             | -                                                                      | 83’                                                                    |
| 4-6-2016                                                               | Bujumbura                                                              | Burundi                                                                | 0 – 2                                                                  | Senegal                                                                | Qual. Coppa d'Africa 2017                                              | -                                                                      | Ammonizione                                                            |
| 23-3-2018                                                              | Kota Bharu                                                             | Senegal                                                                | 1 – 1                                                                  | Uzbekistan                                                             | Amichevole                                                             | -                                                                      | 74’                                                                    |
| Totale                                                                 |                                                                        | Presenze                                                               | 26                                                                     |                                                                        | Reti                                                                   | 1                                                                      |                                                                        |

| Cronologia completa delle presenze e delle reti in nazionale ― Senegal olimpica | Cronologia completa delle presenze e delle reti in nazionale ― Senegal olimpica | Cronologia completa delle presenze e delle reti in nazionale ― Senegal olimpica | Cronologia completa delle presenze e delle reti in nazionale ― Senegal olimpica | Cronologia completa delle presenze e delle reti in nazionale ― Senegal olimpica | Cronologia completa delle presenze e delle reti in nazionale ― Senegal olimpica | Cronologia completa delle presenze e delle reti in nazionale ― Senegal olimpica | Cronologia completa delle presenze e delle reti in nazionale ― Senegal olimpica |
| Data                                                                            | Città                                                                           | In casa                                                                         | Risultato                                                                       | Ospiti                                                                          | Competizione                                                                    | Reti                                                                            | Note                                                                            |
| ------------------------------------------------------------------------------- | ------------------------------------------------------------------------------- | ------------------------------------------------------------------------------- | ------------------------------------------------------------------------------- | ------------------------------------------------------------------------------- | ------------------------------------------------------------------------------- | ------------------------------------------------------------------------------- | ------------------------------------------------------------------------------- |
| 26-7-2012                                                                       | Manchester                                                                      | Regno Unito olimpica                                                            | 1 – 1                                                                           | Senegal olimpica                                                                | Olimpiadi 2012 - 1º turno                                                       | -                                                                               |                                                                                 |
| 29-7-2012                                                                       | Londra                                                                          | Senegal olimpica                                                                | 2 – 0                                                                           | Uruguay olimpica                                                                | Olimpiadi 2012 - 1º turno                                                       | -                                                                               |                                                                                 |
| 1-8-2012                                                                        | Coventry                                                                        | Senegal olimpica                                                                | 1 – 1                                                                           | Emirati Arabi Uniti olimpica                                                    | Olimpiadi 2012 - 1º turno                                                       | -                                                                               |                                                                                 |
| 4-8-2012                                                                        | Londra                                                                          | Messico olimpica                                                                | 4 – 2                                                                           | Senegal olimpica                                                                | Olimpiadi 2012 - Quarti di finale                                               | -                                                                               |                                                                                 |
| Totale                                                                          |                                                                                 | Presenze                                                                        | 4                                                                               |                                                                                 | Reti                                                                            | 0                                                                               |                                                                                 |

## Palmarès

### Club

#### Competizioni nazionali
- Campionato francese: 1

Lilla: 2010-2011
- Coppa di Francia: 1

Lilla: 2010-2011